# ماتياس ألونسو
ماتياس ألونسو (بالإسبانية: Matías Alonso) (16 أبريل 1985 بمونتفيدو في الأوروغواي - ) هو لاعب كرة قدم أوروغواني في مركز الهجوم. شارك مع منتخب الأوروغواي تحت 20 سنة لكرة القدم. أما مع النوادي، فقد لعب مع بنيارول وديفينسور سبورتينغ وذي سترونغيست وريال مورسيا وريفر بليت وسلتا فيغو ب وسلتا فيغو ونادي باري ونادي بكين سينوبو غوان ونادي زامورا ونادي سمورة ونادي غرناطة وجوفينتود وUD Ibiza-Eivissa ‏ وBeijing Institute of Technology F.C. ‏ ونادي سيرو وReal Murcia Imperial ‏.

## وصلات خارجية
- ماتياس ألونسو على موقع قاعدة بيانات كرة القدم.إي يو (الإنجليزية)
- ماتياس ألونسو على موقع Soccerway.com (الإنجليزية)